# 6月18日
6月18日（ろくがつじゅうはちにち）は、グレゴリオ暦で年始から169日目（閏年では170日目）にあたり、年末まであと196日ある。

## できごと

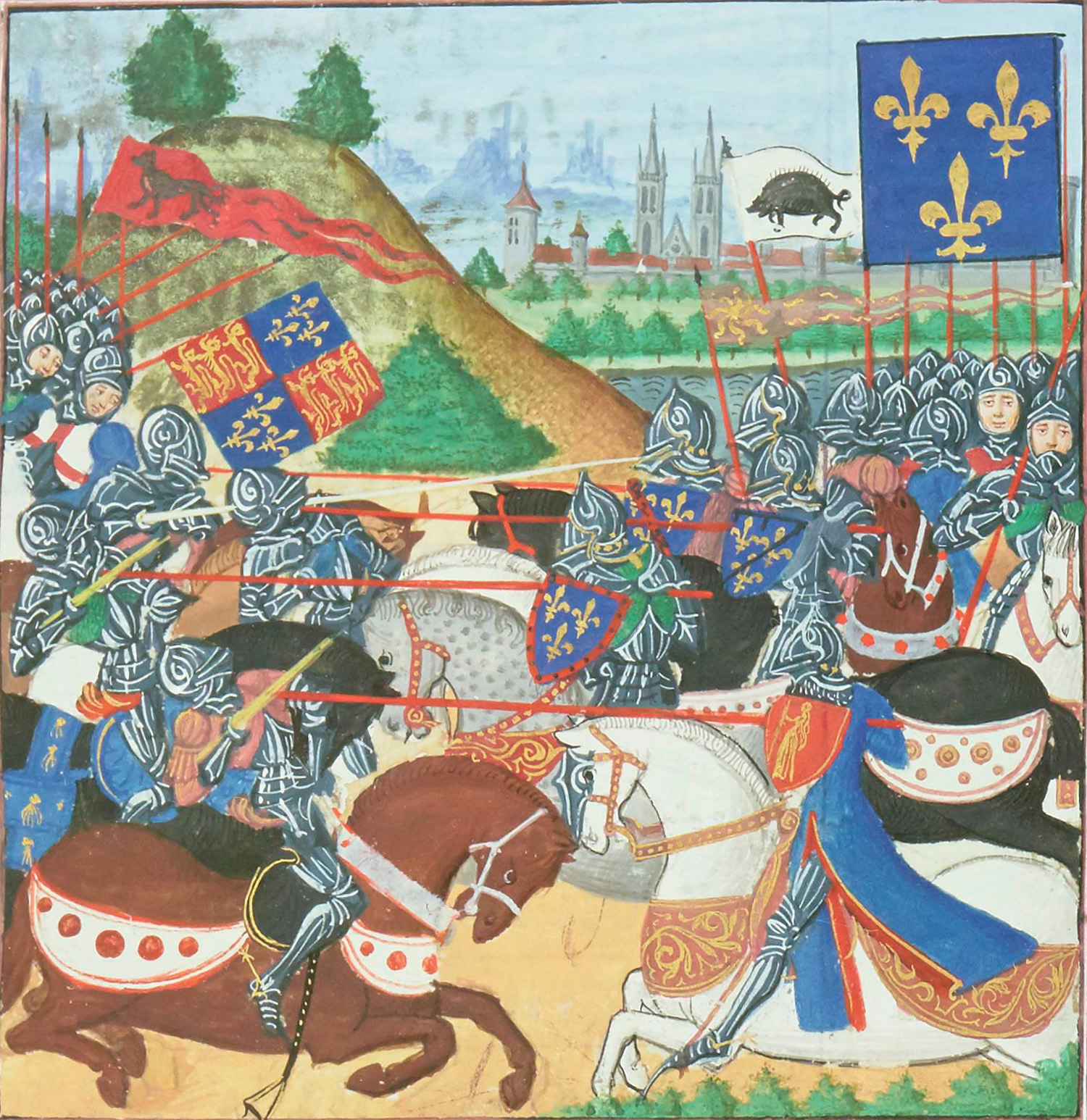
1429年、パテーの戦い

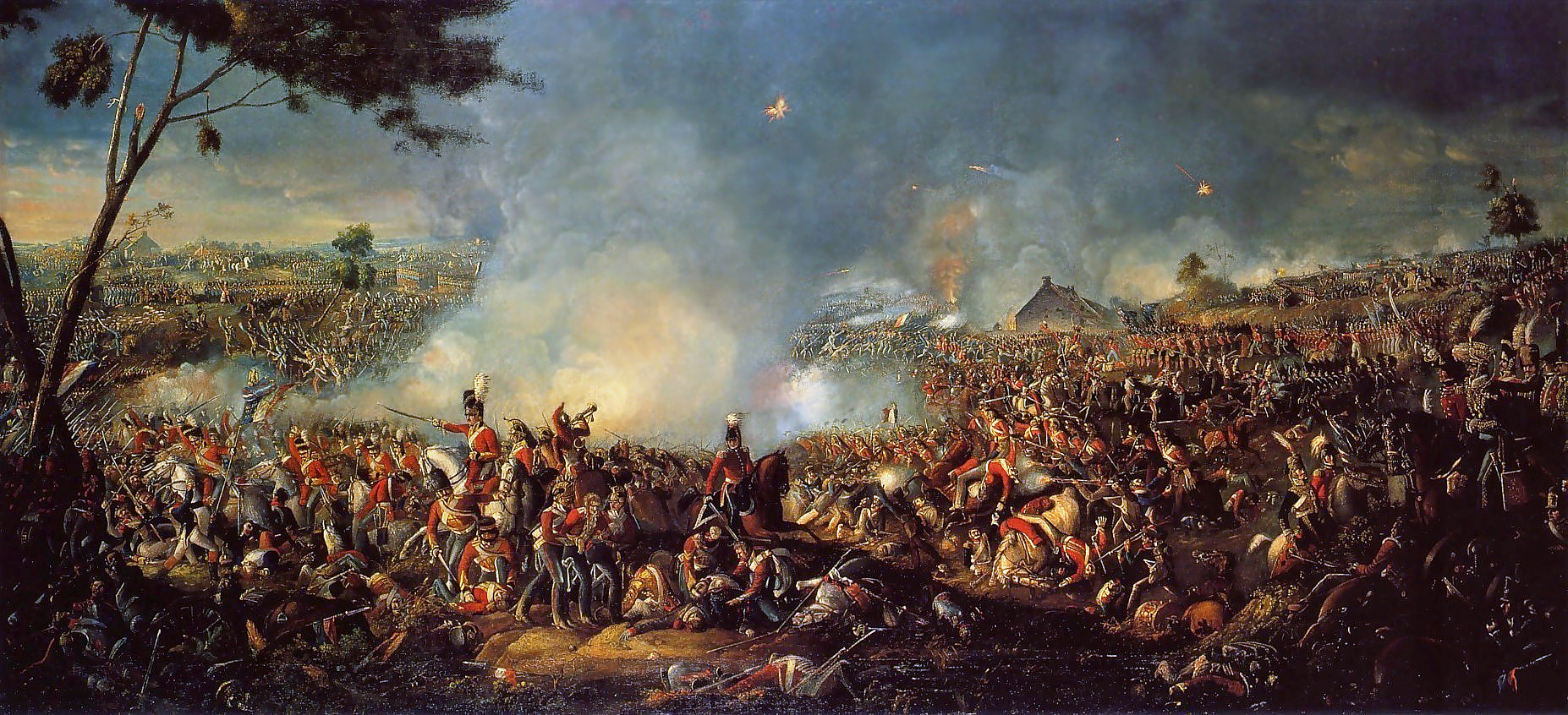
1815年、ワーテルローの戦い

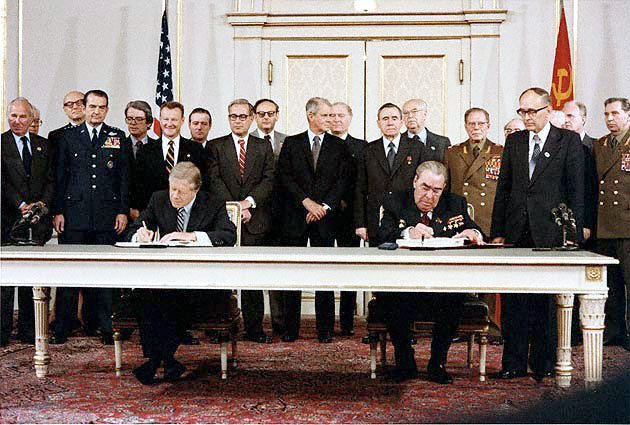
1979年、第二次戦略兵器制限条約調印

- 618年（義寧2年/武徳元年5月20日） - 李淵（高祖）が恭帝から帝位を禅譲されて皇帝に即位。隋が滅亡し唐を建国。
- 1186年（文治2年5月29日） - 源頼朝が、治承・寿永の乱（源平合戦）で荒廃した社寺の復興を命じる。
- 1429年 - 百年戦争: パテーの戦い。
- 1597年（慶長2年5月4日） - 伏見城の天守が完成し豊臣秀吉・豊臣秀頼らが移る。
- 1757年 - 七年戦争: コリンの戦い。
- 1767年 - イギリスのサミュエル・ウォリスがドルフィン号（英語版）の航海でヨーロッパ人で初めてタヒチ島に到達。
- 1779年 - サリバン遠征によりイロコイ族をニューヨークから殲滅する。
- 1812年 - アメリカ合衆国がイギリスに宣戦布告（英語版）し、米英戦争が勃発。
- 1815年 - ワーテルローの戦い: ベルギーのワーテルロー近郊で、アーサー・ウェルズリー率いる英国連合軍と交戦したナポレオン軍が、交戦中にプロイセン軍の側面攻撃を受けて大敗。百日天下が終了した。ナポレオンこの戦いの4日後の6月22日に退位し、英国領セントヘレナ島へ流され、そこで生涯を終えた[1]。
- 1873年 - 婦人参政権運動家スーザン・B・アンソニーが大統領選挙で投票を試みた罪で100ドルの罰金刑に。
- 1877年 - アメリカの動物学者エドワード・S・モースが来日[2]。文部省へ向かうため横浜駅から新橋駅へ汽車で向かっていたときに、車窓から大森貝塚を発見した。
- 1881年 - ドイツ帝国・オーストリア＝ハンガリー帝国・ロシア帝国の三帝協商（新三帝同盟）が成立。
- 1887年 - ビスマルク体制: ドイツ帝国とロシア帝国が独露再保障条約を締結。
- 1897年 - 京都帝国大学（現 京都大学）創設。
- 1897年 - 利根川と江戸川を結ぶ全長8・5キロの利根運河が竣工[3]。
- 1902年 - 万国郵便連合加盟二十五周年を記念して日本初の官製絵はがきが発売される。
- 1908年 - 日本からの本格的な海外移住の第一陣781人を乗せた笠戸丸が、ブラジルのサントス港に到着。（海外移住の日）
- 1908年 - フィリピン大学が設立。
- 1928年 - ウィルマー・スタールズが操縦しアメリア・イアハートが乗った飛行機が大西洋横断飛行に成功。イアハートは女性初の大西洋横断飛行達成者となる。
- 1938年 - 福岡県の春日原競馬場で販売された焼餅を食べた客が食中毒により15人以上死亡。原因は米粉と亜ヒ酸を誤認によるもの[4]。
- 1940年 - イギリスに亡命したシャルル・ド・ゴールがラジオを通じてナチス・ドイツへの徹底抗戦を呼びかける。 (en:Appeal of June 18)
- 1940年 - イギリス首相ウィンストン・チャーチルが"Their finest hour（英語版）"演説を行う。
- 1945年 - イギリスのファシスト・“ホーホー卿”ウィリアム・ジョイスが大逆罪で告発される。
- 1945年 - 第二次世界大戦・沖縄戦: ひめゆり学徒隊に解散命令[5]。
- 1946年 - 極東国際軍事裁判のアメリカ側主席検事ジョセフ・キーナンが、「天皇を戦争犯罪人として裁判しない」と言明。
- 1948年 - 福岡県宇美町の勝田炭鉱で坑内爆発。死者58人（54人とする記述もあり）、負傷10人[6]。
- 1951年 - モーターボート競走法公布。
- 1952年 - 日暮里駅構内乗客転落事故。国鉄日暮里駅で跨線橋の羽目板が破れて乗客が落下したところに電車が進入し、8人が死亡。
- 1953年 - エジプトで王制の廃止が宣言され、エジプト共和国が成立。
- 1953年 - アメリカ空軍のC-124輸送機が東京都小平市小川地内に墜落[7]、129名の死者を出す（立川基地グローブマスター機墜落事故）。
- 1954年 - ピエール・マンデス＝フランスがフランスの首相に就任。
- 1955年 - 式場精神病院火災。
- 1959年 - 第2次岸信介改造内閣が発足。
- 1965年 - ベトナム戦争: アメリカ合衆国が南ベトナムの南ベトナム解放民族戦線（ベトコン）のゲリラを攻撃するためにB-52爆撃機を使用する。
- 1967年 - 山陽電鉄爆破事件。死者2人、重軽傷者29人を出す。
- 1972年 - 英国欧州航空548便墜落事故。
- 1979年 - 第二次戦略兵器制限交渉 (SALT II): アメリカとソ連により第二次戦略兵器制限条約が調印される。
- 1983年 - STS-7でスペースシャトルチャレンジャーが打ち上げ。サリー・ライドが世界で3人目、アメリカ人では初の女性宇宙飛行士となる。
- 1983年 - 李先念が中華人民共和国主席に就任。
- 1985年 - 豊田商事会長の永野一男がマスコミが取り囲む自宅マンションで刺殺される。（豊田商事会長刺殺事件）
- 1988年 - リクルート事件: 朝日新聞が神奈川県川崎市助役へのリクルートコスモス未公開株譲渡疑惑をスクープ。以後、大物政治家にも譲渡されていたことが相次いで発覚し、当時においての日本最大級の汚職事件へと発展する。
- 1989年 - ビルマの軍事政権が同国の国号をミャンマーに改称。
- 1993年 - 宮澤内閣内閣不信任決議案が自民党内の造反議員の賛成により可決され衆議院が解散される。（嘘つき解散）
- 1995年 - ル・マン24時間レースで、J.J.レート・ヤニック・ダルマス・関谷正徳が駆るマクラーレン・F1 GTRが優勝。フィンランド人ドライバーと日本人ドライバーのル・マン初優勝になった。
- 1996年 - ベンヤミン・ネタニヤフがイスラエル首相に就任[8]。
- 2005年 - JRAのインターネット投票サービス「即PAT」導入。
- 2006年 - カザフスタン初の人工衛星「KazSat」が打ち上げ。
- 2018年 - 大阪府北部地震が発生。大阪府で震度6弱を観測。大阪府で震度6以上の地震は、1923年以降観測史上初めて[9]。
- 2019年 - 22時22分頃、山形県沖を震源とする地震が発生。マグニチュード6.7、深さ14km。新潟県村上市で震度6強を観測[10]。
- 2020年 - 東京地検特捜部は、2019年7月の参院選で、広島の地元議員ら計94人に約2570万円を配って買収したとして、前法相の河井克行容疑者と妻で参院議員の案里容疑者を公職選挙法違反（買収）容疑で逮捕した。現職国会議員夫妻の逮捕は初めて[11]。
- 2020年 - ニュージーランド付近（ケルマデック諸島南方）でマグニチュード7.4の地震が発生。
- 2023年 - 潜水艇タイタン沈没事故。乗客乗員5人全員が死亡。

## 誕生日

### 人物

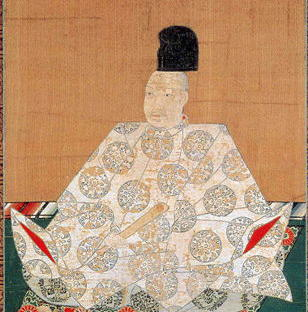
正親町天皇(1517-1593)誕生。

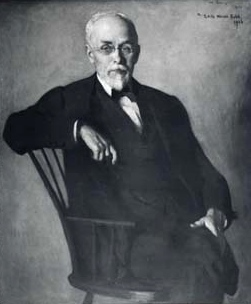
動物学者エドワード・モース(1838-1925)誕生。お雇い外国人として来日し、大森貝塚を発掘。

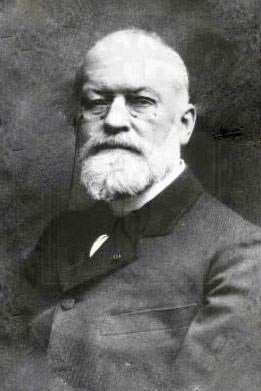
ラヴラン(1845-1922)誕生。

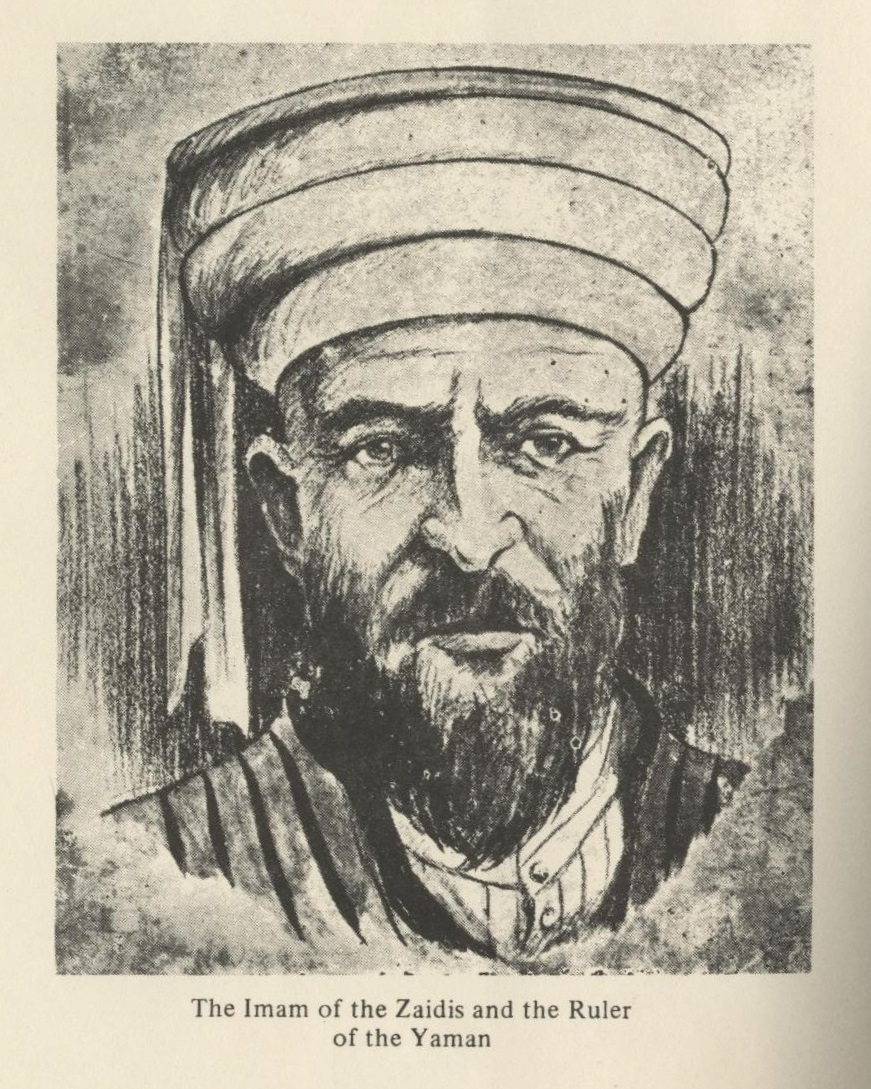
ヤヒヤー・ムハンマド・ハミードゥッディーン(1869-1948)誕生。

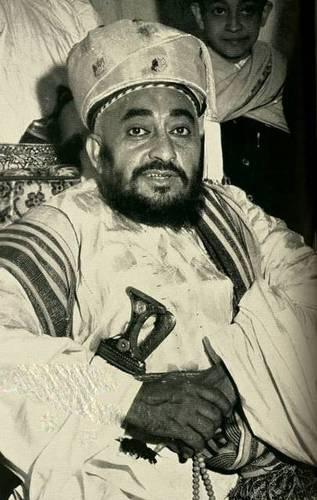
アフマド・ビン＝ヤフヤ・ハミードゥッディーン(1891-1962)誕生。

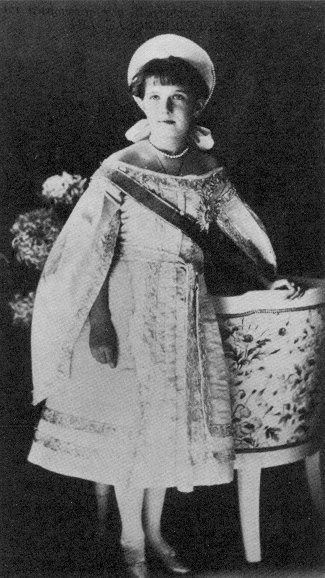
アナスタシア皇女(1901-1918)誕生。

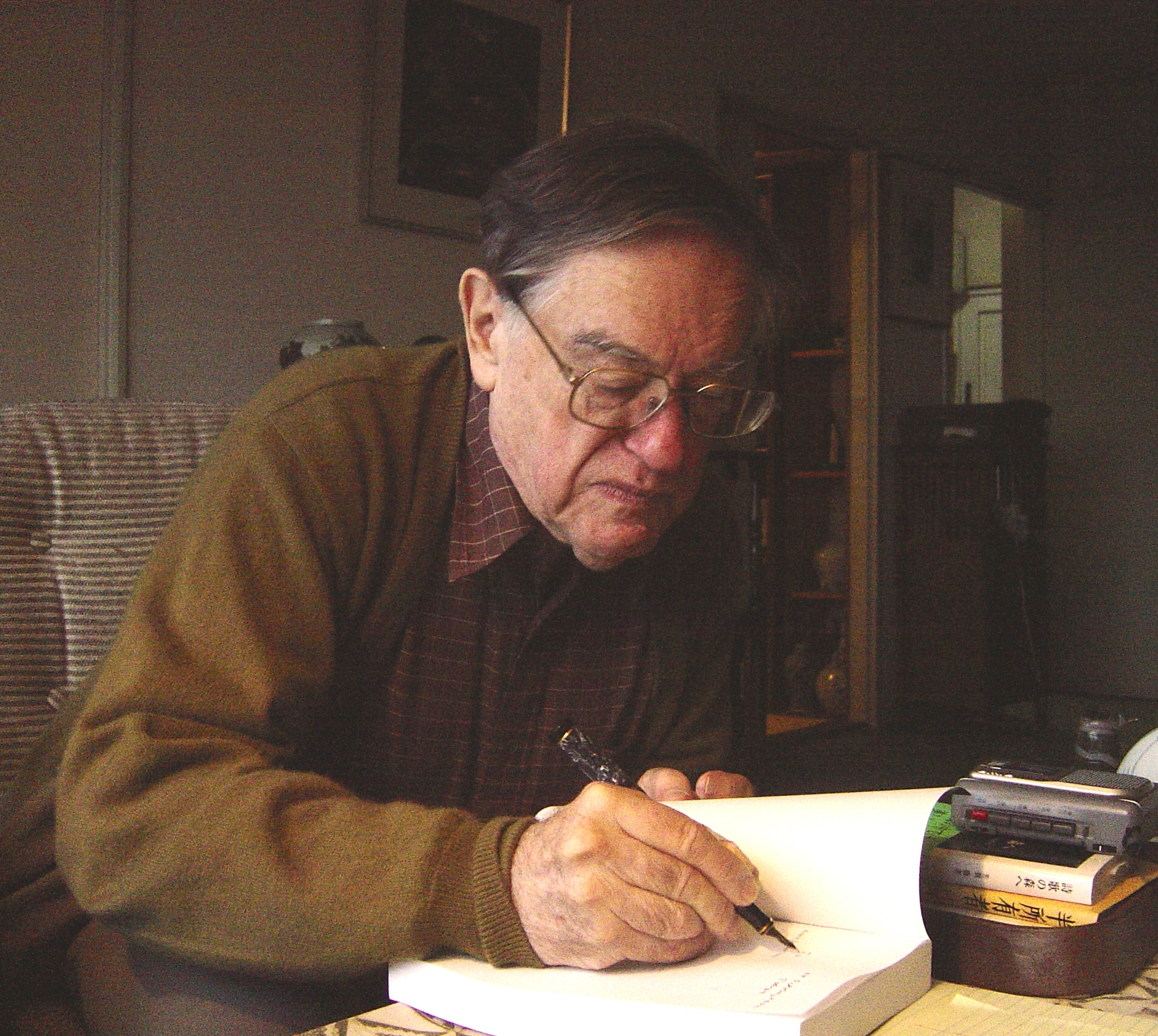
ドナルド・キーン(1922-2019)誕生。

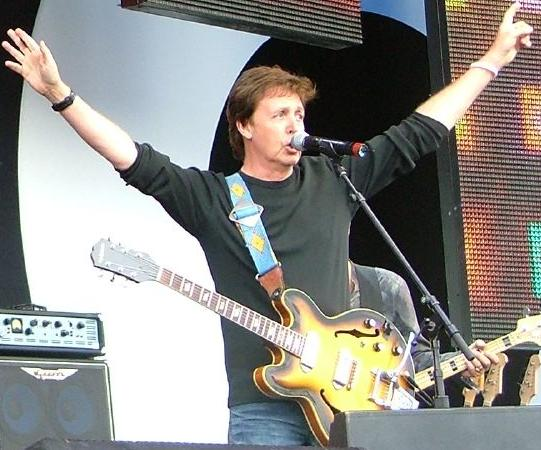
ポール・マッカートニー(1942-)誕生。

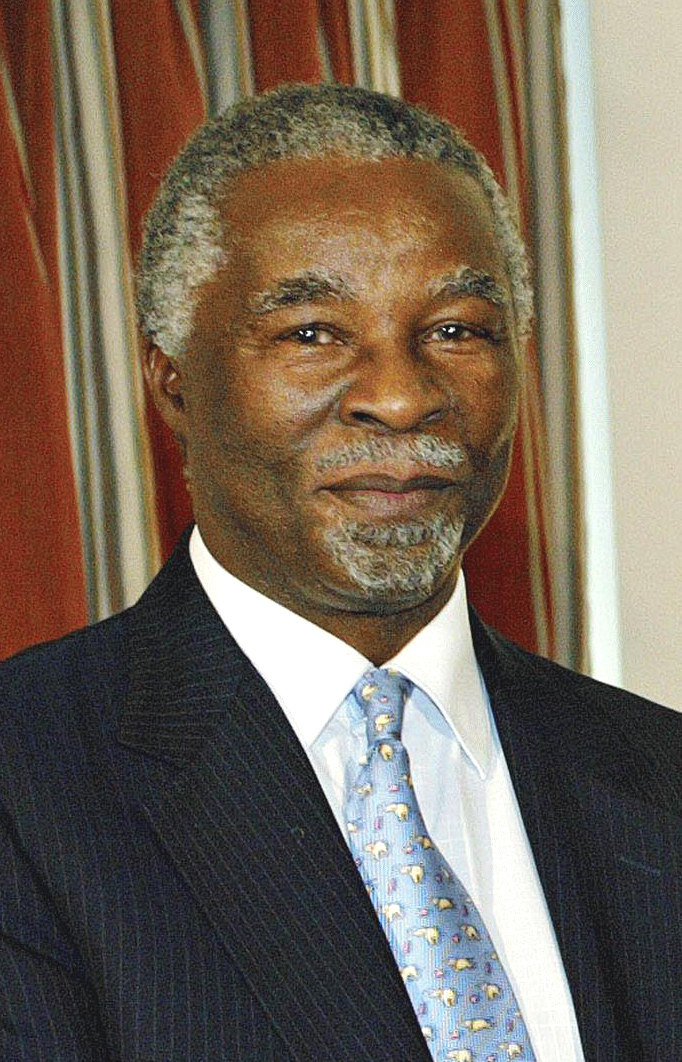
タボ・ムベキ(1942-2024)誕生。

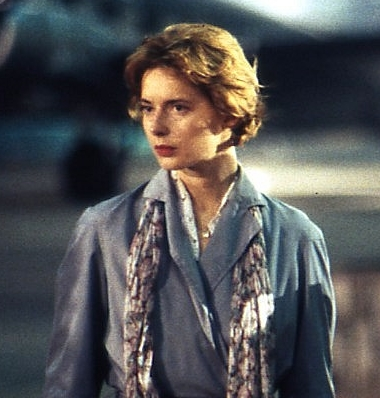
イザベラ・ロッセリーニ(1952-)誕生。

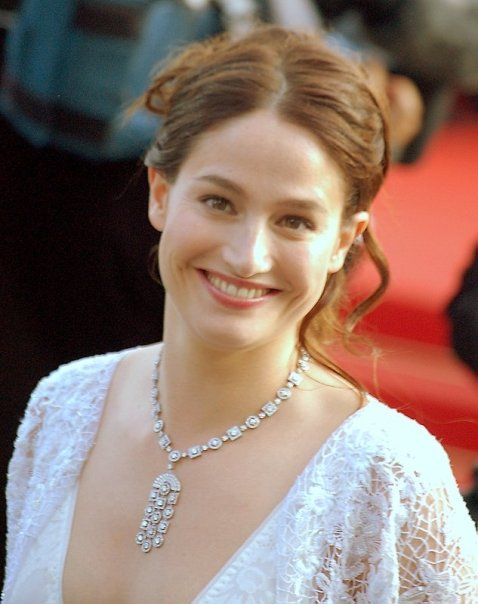
マリー・ジラン(1975-)誕生。

- 1511年 - バルトロメオ・アンマナーティ、建築家（+ 1592年）
- 1517年（永正14年5月29日） - 正親町天皇、第106代天皇（+ 1593年）
- 1552年 - ガブリエッロ・キアブレーラ、詩人（+ 1637年）
- 1666年（寛文6年5月16日） - 間部詮房、越後村上藩初代藩主、側用人（+ 1720年）
- 1673年 - アントニオ・リテレス、作曲家（+ 1747年）
- 1716年 - ジョゼフ＝マリー・ヴィアン、画家（+ 1809年）
- 1732年（享保17年5月26日） - 中井履軒、儒学者（+ 1817年）
- 1754年（宝暦4年4月28日） - 松平直義、広瀬藩7代藩主、（+ 1803年）
- 1771年（明和8年5月16日） - 松平忠馮、島原藩2代藩主、（+ 1819年）
- 1799年 - ウィリアム・ラッセル、天文学者（+ 1880年）
- 1812年 - イワン・ゴンチャロフ、作家（+ 1891年）
- 1838年 - エドワード・モース、動物学者（+ 1925年）
- 1845年 - シャルル・ルイ・アルフォンス・ラヴラン、病理学者（+ 1922年）
- 1865年 - フリードリッヒ・ポッケルス、物理学者（+ 1913年）
- 1868年 - ホルティ・ミクローシュ、軍人、摂政（+ 1957年）
- 1869年 - ヤヒヤー・ムハンマド・ハミードゥッディーン、イエメンの国王（+ 1948年）
- 1877年 - 島田俊雄、政治家、第36代衆議院議長（+ 1947年）
- 1877年 - ジェームズ・モンゴメリー・フラッグ、画家、イラストレーター（+ 1960年）
- 1882年 - ゲオルギ・ディミトロフ、ブルガリアの指導者（+ 1949年）
- 1882年 - リカルト・ヨハンソン、フィギュアスケート選手（+ 1952年）
- 1895年 - 古賀春江、洋画家（+1933年）
- 1886年 - ジョージ・マロリー、登山家（+ 1924年）
- 1886年 - デービッド・M・S・ワトソン、生物学者（+ 1973年）
- 1887年 - 岩崎輝弥、実業家、鉄道ファン（+ 1956年）
- 1887年 - 松本治一郎、政治家、実業家、解放運動家（+ 1966年）
- 1888年 - 佐藤垢石、随筆家（+ 1956年）
- 1891年 - アフマド・ビン＝ヤフヤ・ハミードゥッディーン、イエメン国王（+ 1962年）
- 1901年 - アナスタシア・ニコラエヴナ、ロシア皇帝ニコライ2世の第4皇女（+ 1918年?）
- 1903年 - レイモン・ラディゲ、小説家、詩人（+ 1923年）
- 1903年 - ジャネット・マクドナルド、女優、歌手（+ 1965年）
- 1905年 - エドゥアルド・トゥビン、作曲家、指揮者（+ 1982年）
- 1906年 - 神崎武雄、小説家（+ 1944年）
- 1910年 - 高橋竹山 (初代)、三味線奏者（+1988年）
- 1913年 - 後藤正夫、政治家（+ 2000年）
- 1918年 - ジェローム・カール、物理化学者（+ 2013年）
- 1918年 - フランコ・モディリアーニ、経済学者（+ 2003年）
- 1922年 - ドナルド・キーン、日本文学研究家（+ 2019年）
- 1922年 - クロード・エルフェ、ピアニスト（+ 2004年）
- 1922年 - 市井三郎、哲学者（+ 1989年）
- 1923年 - ヘルマン・クレッバース、ヴァイオリニスト（+ 2018年）
- 1924年 - 芦野宏、シャンソン歌手（+ 2012年）
- 1924年 - 姫野好治、元プロ野球選手
- 1925年 - ジョニー・ピアソン、ピアニスト、作曲家（+ 2011年）
- 1926年 - アラン・サンデージ、天文学者（+ 2010年）
- 1929年 - ユルゲン・ハーバーマス、社会学者、哲学者
- 1930年 - ジェリー・マケイン、ブルース・ミュージシャン（+ 2012年）
- 1932年 - 小鹿番、俳優（+ 2004年）
- 1932年 - ダドリー・ハーシュバック、化学者
- 1932年 - ロン・ネッチアイ、元プロ野球選手
- 1933年 - 三上瓔子、女優
- 1934年 - 横山光輝、漫画家（+ 2004年）
- 1934年 - 中村大成、元プロ野球選手（+ 2013年）
- 1936年 - 大槻義彦、物理学者
- 1936年 - デニス・ハルム、F1レーサー（+ 1992年）
- 1937年 - 小沢牧子、臨床心理学者
- 1937年 - 鹿戸幸治、元騎手、元調教師
- 1938年 - 岡田彬、アマチュア野球指導者
- 1938年 - 中島淳一、元プロ野球選手
- 1938年 - 大坪政士、元棒高跳選手
- 1938年 - 松崎キミ代、元卓球選手
- 1938年 - マイケル・シェアード、俳優（+ 2005年）
- 1938年 - 山崎正之、元プロ野球選手（+ 1991年）
- 1939年 - ルー・ブロック、元プロ野球選手（+ 2020年）
- 1941年 - 沢光幸夫、元大相撲力士
- 1941年 - 山本秀一、元プロ野球選手（+ 2016年）
- 1942年 - ポール・マッカートニー、ミュージシャン（ビートルズ）
- 1942年 - ロジャー・イーバート、映画評論家（+ 2013年）
- 1942年 - タボ・ムベキ、政治家、南アフリカ共和国大統領（+ 2024年）
- 1942年 - 辻恭彦、元プロ野球選手
- 1943年 - 福澤幸雄、レーサー（+ 1969年）
- 1943年 - 竹野吉郎、元プロ野球選手
- 1944年 - 畠山麦、俳優（+ 1978年）
- 1946年 - 大谷和夫、作曲家、編曲家（+ 2008年）
- 1946年 - 中沢伸二、元プロ野球選手
- 1946年 - 後藤清、元プロ野球選手
- 1946年 - ファビオ・カペッロ、元サッカー選手、指導者
- 1946年 - ブルーザー・ブロディ、プロレスラー（+ 1988年）
- 1947年 - 中西輝政、国際政治学者
- 1947年 - 城正憲、元弁護士、元検察官
- 1948年 - 八木橋孝男、実業家
- 1948年 - 三田誠広、小説家
- 1949年 - 水島総、日本文化チャンネル桜社長、政治活動家
- 1949年 - クリス・ヴァン・オールズバーグ、児童文学作家
- 1949年 - 近藤順茂、経済学者（+ 2010年）
- 1949年 - レフ・カチンスキ、政治家（+ 2010年）
- 1952年 - イザベラ・ロッセリーニ、女優
- 1952年 - キャロル・ケイン、女優
- 1953年 - 三村孝仁、実業家
- 1953年 - ピーター・ドノホー、ピアニスト
- 1953年 - ペマ・ギャルポ、政治学者
- 1954年 - 野中ともよ、ジャーナリスト
- 1955年 - 藤真利子、女優
- 1956年 - ユ・ドングン、俳優
- 1956年 - 長崎俊一、映画監督
- 1957年 - 野田稔、経営学者
- 1960年 - 鈴木雅久、イラストレーター、デザイナー（+ 2022年）
- 1961年 - アンドレス・ガララーガ、元プロ野球選手
- 1961年 - 逆鉾昭廣、元大相撲力士、年寄14代井筒（+ 2019年）
- 1962年 - タージン、お笑いタレント、ラジオパーソナリティ
- 1962年 - 三沢光晴、プロレスラー（+ 2009年）
- 1962年 - リサ・ランドール、物理学者
- 1963年 - 吉住渉、漫画家
- 1963年 - 森田豊、医師、ジャーナリスト
- 1963年 - 竹下浩二、元プロ野球選手
- 1964年 - 長沢千和子、将棋棋士
- 1964年 - 楊逸、作家
- 1965年 - 右田雅彦、元プロ野球選手
- 1966年 - 蓮田健、医師
- 1966年 - サンディー・アロマー・ジュニア、元プロ野球選手
- 1966年 - カート・ブラウニング、フィギュアスケート選手
- 1967年 - 渡辺道子[12]、女優
- 1967年 - 楠野一郎、放送作家、脚本家
- 1967年 - ケン・アンドリュース、ミュージシャン、音楽プロデューサー
- 1968年 - 後藤仁、日本画家、絵本画家、金唐革紙製作技術保持者
- 1968年 - 曽田正人、漫画家
- 1970年 - 神尾純子、元アナウンサー
- 1970年 - 鈴村展弘、演出家
- 1971年 - 大橋大記、タレント、実業家
- 1971年 - 島崎圭介、大学野球指導者、政治家
- 1971年 - 仁平馨、元プロ野球選手
- 1972年 - 中村亀鶴 (2代目)、歌舞伎役者
- 1972年 - 岡本貴也、劇作家、演出家、音楽家
- 1972年 - 石田宏樹、実業家
- 1973年 - 芳野史明、俳優
- 1973年 - 東風平千香、女優
- 1973年 - かかずゆみ、声優
- 1973年 - 寺嶋容明、物理学者
- 1973年 - 栗本法子、アナウンサー
- 1973年 - 石川知裕、政治家
- 1973年 - ジュリー・ドパルデュー、女優
- 1974年 - 後藤輝基、お笑い芸人（フットボールアワー）
- 1974年 - 細川直美、女優
- 1974年 - 長江もみ、タレント
- 1974年 - 篠原巨樹、アナウンサー
- 1974年 - 雷人、マジシャン
- 1974年 - 中西美恵子、元アナウンサー
- 1974年 - 大友進、元プロ野球選手
- 1974年 - 星野順治、元プロ野球選手
- 1974年 - 庄司大介、元プロ野球選手
- 1974年 - 大山妙子、元バスケットボール選手
- 1974年 - ヴィンチェンツォ・モンテッラ、元サッカー選手
- 1975年 - 江尻立真、漫画家
- 1975年 - 秋鹿真人、アナウンサー
- 1975年 - マリー・ジラン、女優
- 1976年 - 高山麻美、女優、タレント
- 1976年 - 新垣樽助、声優
- 1976年 - KREVA、歌手（KICK THE CAN CREW）
- 1976年 - 岩元辰郎、イラストレーター
- 1976年 - 宮脇千鶴、アニメーター、アニメ監督
- 1976年 - 隆の鶴伸一、元大相撲力士、年寄16代田子ノ浦
- 1976年 - 藤井彰人、元プロ野球選手
- 1976年 - 久保竜彦、元サッカー選手
- 1976年 - 西澤明訓、元サッカー選手
- 1976年 - ブレイク・シェルトン、カントリー歌手
- 1976年 - ジェレミー・パウエル、元プロ野球選手
- 1977年 - 琉鵬正吉、元大相撲力士
- 1977年 - 柴田大知、騎手
- 1977年 - 柴田未崎、騎手
- 1978年 - 田村まい、作曲家、編曲家、ピアニスト
- 1978年 - 鈴木鼓太郎、プロレスラー
- 1978年 - 高井憲吾、プロレスラー
- 1978年 - 王励勤、卓球選手
- 1979年 - 加藤缶、漫画家（加藤山羊）
- 1979年 - 小林由美子、声優
- 1979年 - 立川只四楼、落語家
- 1979年 - 藤原通、元プロ野球選手
- 1979年 - 松田次生、レーシングドライバー
- 1980年 - 黒乃奈々絵、漫画家
- 1980年 - 福原慶匡、アニメプロデューサー、実業家
- 1980年 - 望月浩平、元アナウンサー
- 1980年 - 宅見雅幸、バスケットボール選手（+ 2008年）
- 1981年 - 渡邊美香、女優、声優
- 1981年 - ユリン千晶[13]、声優、ナレーター
- 1981年 - 宮平鷹志、騎手
- 1981年 - 宮崎郁美、スノーボーダー
- 1982年 - 佐田樹理、元バレーボール選手
- 1982年 - マルコ・ボリエッロ、サッカー選手
- 1983年 - 後藤理沙、女優
- 1983年 - 石井舞、女優
- 1983年 - 平井まりあ、元AV女優
- 1984年 - 辻あゆみ、声優
- 1984年 - 谷本光、ギタリスト
- 1984年 - 櫻井健一朗、お笑い芸人（祇園）
- 1984年 - 今村翔吾、作家
- 1984年 - ケイティー・オーシャー、フィギュアスケート選手
- 1984年 - フェルナンド・ロドリゲス、プロ野球選手
- 1985年 - 松長朋恵、元サッカー選手、指導者
- 1985年 - 松長佳恵、元サッカー選手、指導者
- 1985年 - クリス・コグラン、プロ野球選手
- 1986年 - 乗代雄介、小説家
- 1986年 - 三遊亭好一郎、落語家
- 1986年 - 西川周作、サッカー選手
- 1986年 - リシャール・ガスケ、テニス選手
- 1986年 - スティーブ・シシェック、プロ野球選手
- 1987年 - ジェイソン・カストロ、プロ野球選手
- 1987年 - ジェレミー・ブライヒ、プロ野球選手
- 1988年 - ジョシュ・ダン、ドラマー（トゥエンティ・ワン・パイロッツ）
- 1989年 - マット・ムーア、プロ野球選手
- 1989年 - ピエール＝エメリク・オーバメヤン、サッカー選手
- 1989年 - キム・テホン、アイドル（ZE:A）
- 1990年 - 谷村美月、女優
- 1990年 - 法月康平、俳優
- 1990年 - 矢巻駿、お笑いタレント（演芸おんせん）
- 1990年 - 安田裕希、野球選手
- 1990年 - 平賀三恵、元声優
- 1990年 - ルカーシュ・チェーレイ、アイスダンス選手
- 1990年 - スフィアン・ダッダ、サッカー選手
- 1991年 - 岡本玲、モデル、女優
- 1991年 - クセニア・クラシルニコワ、フィギュアスケート選手
- 1992年 - 岡本拓也、サッカー選手
- 1992年 - ショヌ、アイドル（MONSTA X）
- 1993年 - 清里千聖、ラジオパーソナリティ、タレント（元OS☆U）
- 1993年 - 近藤亜紀、女優
- 1993年 - 中塚智実、タレント（元AKB48）
- 1993年 - 松井さやか、ファッションモデル、タレント
- 1994年 - 岩波拓也、サッカー選手
- 1994年 - コーイチ、歌手（元超特急）
- 1995年 - 松村北斗、アイドル、俳優（SixTONES）
- 1995年 - 斉藤友和、映像作家、映像ディレクター、フォトグラファー
- 1996年 - 阿部華也子、タレント、キャスター
- 1996年 - 三吉彩花、ファッションモデル、女優
- 1996年 - 三浦一馬、お笑いタレント（シイナ）
- 1996年 - 幸山一大、元プロ野球選手
- 1996年 - 齋藤麻未、元バスケットボール選手
- 1996年 - アレン・ハリロヴィッチ、サッカー選手
- 1997年 - 河村説人、プロ野球選手
- 1997年 - 菊谷篤資、サッカー選手
- 1998年 - パトリツィア・ヤネチコヴァ、オペラ歌手（+ 2023年）
- 1999年 - 砂川リチャード、プロ野球選手
- 1999年 - 阿部海斗、サッカー選手
- 1999年 - 古市梨乃、バレーボール選手
- 1999年 - アリン、アイドル、女優（OH MY GIRL）
- 2000年 - 松井義弥、元プロ野球選手
- 2001年 - 矢吹奈子、女優、元アイドル（元HKT48、元IZ*ONE）
- 2003年 - 高橋萌衣、タレント、女優
- 2003年 - 広本瑠璃、アイドル（OCHA NORMA）
- 2006年 - 川村結衣、アイドル（AKB48）
- 2008年 - ギジェ・フェルナンデス、サッカー選手
- 生年不詳 - 大井津海里、声優
- 生年不詳 - 小沢和之、声優
- 生年不詳 - 南雲希美、声優
- 生年不詳 - 若菜よう子、声優
- 生年不詳 - 涼ノ瀬葵音、声優

### 人物以外（動物など）
- 1987年 - アグネスフローラ、競走馬、繁殖牝馬（+ 2005年）

## 忌日

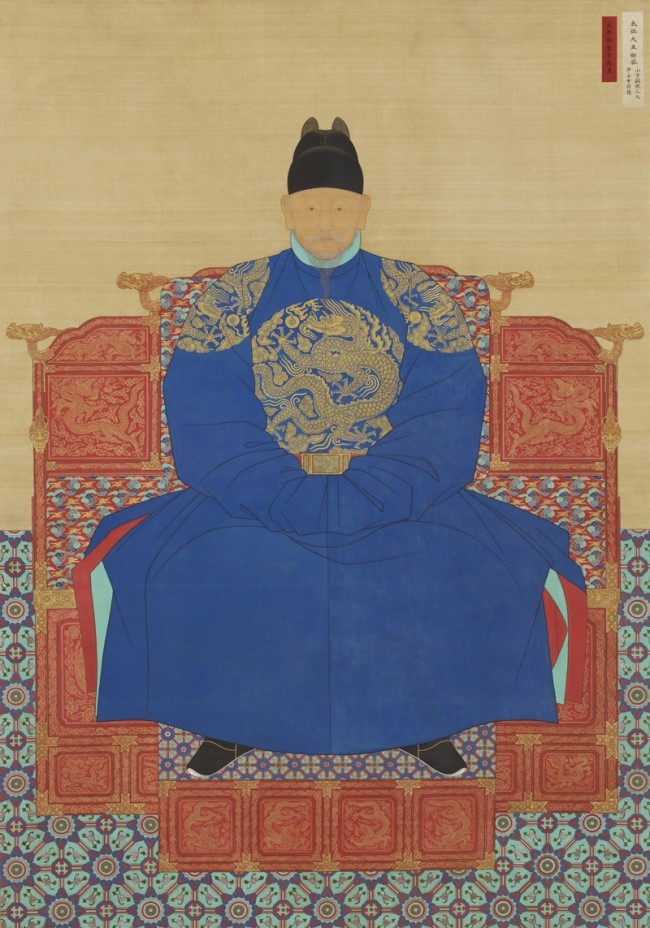
李氏朝鮮初代国王李成桂(1335-1408)没。

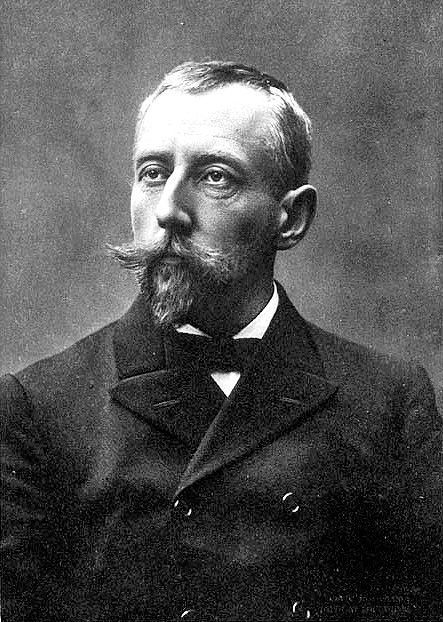
探検家ロアール・アムンセン(1872-1928)没。史上初めて南極点へ到達した。

- 1234年（天福2年5月20日） - 仲恭天皇、第85代天皇（* 1218年）
- 1291年 - アルフォンソ3世、アラゴン王（* 1265年）
- 1408年 - 李成桂、李氏朝鮮初代国王（* 1335年）
- 1464年 - ロヒール・ファン・デル・ウェイデン、画家（* 1400年頃）
- 1619年 - マルタン・フレミネ（英語版）、画家（* 1567年）
- 1634年（寛永11年5月23日） - 豪姫、宇喜多秀家の正室（* 1574年）
- 1672年（寛文12年5月23日） - 石川丈山、漢詩人、造園家、書家（* 1583年）
- 1710年（宝永7年5月22日） - 河合曾良、俳諧師（* 1649年）
- 1726年 - ミシェル＝リシャール・ドラランド、作曲家（* 1657年）
- 1741年 - フランソワ・プルフール・デュ・プチ、解剖学者、医者（* 1664年）
- 1753年 - クロード・F・ジョフロア、化学者（* 1729年頃）
- 1772年 - ゲラルド・ファン・スウィーテン、医師（* 1700年）
- 1782年 - ジョン・ウッド（英語版）、建築家（* 1728年）
- 1794年 - フランソワ・ビュゾー、フランス革命期のジロンド派指導者（* 1760年）
- 1824年 - フェルディナンド3世、トスカーナ大公（* 1769年）
- 1835年 - ウィリアム・コベット、ジャーナリスト（* 1763年）
- 1858年 - ラクシュミー・バーイー、ジャーンシー藩王国王妃（* 1820年代～1830年代）
- 1865年 - アントワーヌ・ヴィールツ、画家、彫刻家（* 1806年）
- 1880年 - ジョン・サッター、カリフォルニアの開拓者（* 1803年）
- 1902年 - サミュエル・バトラー、小説家（* 1835年）
- 1905年 - ペール・テオドール・クレーベ、化学者、地質学者（* 1840年）
- 1916年 - ヘルムート・ヨハン・ルートヴィヒ・フォン・モルトケ（小モルトケ）、ドイツ陸軍参謀総長（* 1848年）
- 1916年 - マックス・インメルマン、ドイツのエース・パイロット（* 1890年）
- 1922年 - ヤコブス・カプタイン、天文学者（* 1851年）
- 1924年 - ジュゼッペ・デ・サンクティス、画家（* 1858年）
- 1926年 - オルガ・コンスタンチノヴナ、ギリシャ王ゲオルギオス1世の妃（* 1851年）
- 1928年 - ロアール・アムンセン、探検家（* 1872年）
- 1931年 - 矢野龍渓、著作家（* 1851年）
- 1934年 - 古在由直、農学者（* 1864年）
- 1935年 - 瞿秋白、散文家、文学評論家、革命家（* 1899年）
- 1936年 - マクシム・ゴーリキー、作家（* 1868年）
- 1936年 - 宇良田唯、医師、眼科医（* 1873年）
- 1939年 - アーサー・エドウィン・ケネリー、電気工学者（* 1861年）
- 1942年 - アーサー・プライヤー、トロンボーン奏者、バンドリーダー（* 1870年）
- 1942年 - ダニエル・アロミア・ロブレス、作曲家、音楽学者（* 1871年）
- 1944年 - 高木正雄、野球選手（* 1916年）
- 1948年 - アルヴァ・カーティス・ローバック（英語版）、実業家、シアーズ・ローバック・アンド・カンパニー共同設立者（* 1864年）
- 1953年 - 小室達、彫刻家（* 1899年）
- 1955年 - 豊島与志雄、小説家、翻訳家（* 1890年）
- 1959年 - エセル・バリモア、女優（* 1879年）
- 1960年 - 石山脩平、教育学者、東京教育大学初代教育学部長（* 1899年）
- 1962年 - アレクセイ・アントーノフ、ソ連軍参謀総長（* 1896年）
- 1964年 - ジョルジョ・モランディ、画家（* 1890年）
- 1970年 - 山田道美、将棋棋士（* 1933年）
- 1971年 - パウル・カラー、化学者（* 1889年）
- 1972年 - ミルトン・ヒューメイソン、天文学者（* 1891年）
- 1974年 - ゲオルギー・ジューコフ、ソ連邦元帥（* 1896年）
- 1976年 - 日高信六郎、外交官、登山家、元日本山岳会会長（* 1893年）
- 1979年 - ロドルフォ・ウシグリ、劇作家、脚本家、小説家（* 1905年）
- 1980年 - カジミェシュ・クラトフスキ、数学者（* 1896年）
- 1980年 - テレンス・フィッシャー、映画監督（* 1904年）
- 1980年 - アンドレ・ルデュック、自転車競技選手（* 1904年）
- 1982年 - ジューナ・バーンズ、作家、詩人、脚本家（* 1892年）
- 1982年 - ロスコー・H・ヒレンケッター（英語版）、軍人、3代目CIG長官、3代目DCI長官（* 1897年）
- 1982年 - ジョン・チーヴァー、作家（* 1912年）
- 1982年 - クルト・ユルゲンス、俳優（* 1915年）
- 1983年 - マリアンネ・ブラント、デザイナー、写真家（* 1893年）
- 1983年 - ロバート・アルビン・ルイス（英語版）、軍人（* 1917年）
- 1985年 - 千之赫子、女優、元宝塚歌劇団（* 1934年）
- 1985年 - 永野一男、詐欺師、豊田商事創業者（* 1952年）
- 1987年 - 門脇季光、外交官、実業家、元ホテルニューオータニ社長（* 1897年）
- 1988年 - E・ホフマン・プライス、小説家（* 1898年）
- 1988年 - 楠瀬常猪、政治家、元広島県知事（* 1899年）
- 1988年 - 閑院純仁、元皇族（* 1902年）
- 1989年 - 風早八十二、法学者（* 1899年）
- 1991年 - 原志免太郎、医師（* 1882年）
- 1991年 - ジョーン・コールフィールド、女優、ファッションモデル（* 1922年）
- 1992年 - 斎藤邦吉、政治家、厚生大臣（* 1909年）
- 1992年 - ピーター・アレン、シンガーソングライター（* 1944年）
- 1995年 - 香月熊雄、政治家、元佐賀県知事（* 1916年）
- 1999年 - 正田英三郎、実業家（* 1903年）
- 2000年 - 薮内正幸、動物・挿絵画家、絵本作家（* 1940年）
- 2001年 - 工藤晃、医師、政治家（* 1927年）
- 2002年 - 大森寛、内務官僚、陸上自衛官（* 1907年）
- 2002年 - 清原道壽、技術科教員、教育学者（* 1910年）
- 2002年 - 山本直純、作曲家、指揮者（* 1932年）
- 2003年 - ラリー・ドビー、元プロ野球選手（* 1923年）
- 2004年 - 杉浦幸雄、漫画家（* 1911年）
- 2004年 - あだち勉、漫画家（* 1947年）
- 2005年 - 松村達雄、俳優（* 1914年）
- 2005年 - 大迫忍、実業家、元ゼンリン・北九州エアターミナル社長（* 1945年）
- 2006年 - 朝倉孝吉[14]、経済学者、元成蹊大学長、元東洋英和女学院大学長（* 1921年）
- 2008年 - ターシャ・テューダー、絵本作家、挿絵画家（* 1915年）
- 2008年 - 西村敏雄、元アナウンサー（* 1947年）
- 2008年 - 山口由美子、編集者、ライター、プレイガイドジャーナル元編集長（* 1951年）
- 2008年 - 神戸みゆき、タレント（* 1984年）
- 2009年 - ジョヴァンニ・アリギ、社会学者（* 1937年）
- 2009年 - カール・サイモントン、医師、精神腫瘍学者（* 1942年）
- 2009年 - 中里融司、小説家、漫画原作者（* 1957年）
- 2010年 - ロバート・ガランボス（英語版）、神経科学者（* 1914年）
- 2010年 - マルセル・ビジャール、軍人（* 1916年）
- 2010年 - ジョゼ・サラマーゴ、作家、ジャーナリスト（* 1922年）
- 2010年 - 荒井恵子、歌手（* 1929年）
- 2010年 - 山口太一、漫画家（* 1936年)
- 2010年 - トレント・アシッド、プロレスラー（* 1980年)
- 2011年 - エレーナ・ボンネル、人権活動家、アンドレイ・サハロフの妻（* 1923年）
- 2011年 - クラレンス・クレモンズ、サクソフォーン奏者（* 1942年）
- 2011年 - フレデリック・チルバ、政治家、第2代ザンビア共和国大統領（* 1943年）
- 2012年 - ジュディス・ウォーラースタイン、心理学者（* 1921年）
- 2012年 - ラルフ・ウェンゼル、元アメリカンフットボール選手（* 1943年）
- 2013年 - 上原由恵、女優（* 1959年）
- 2014年 - ステファニー・クオレク、化学者（* 1923年）
- 2014年 - ホレス・シルバー、ジャズピアニスト（* 1928年）
- 2014年 - 摩利按世、声優（* 1946年）
- 2015年 - 東孝光、建築家、大阪大学名誉教授（* 1933年）
- 2015年 - たてかべ和也、声優（* 1934年）
- 2015年 - 室伏鴻、舞踏家、振付家（* 1947年）
- 2016年 - 南博人、登山家（* 1931年）
- 2016年 - 秋草直之、経営者、元富士通社長（* 1938年）
- 2016年 - 松本雄吉、劇作家、演出家（* 1946年）
- 2017年 - 竹内和夫、小説家（* 1934年）
- 2017年 - 小林實、官僚、元自治省事務次官、長野オリンピック組織委員会事務総長（* 1935年）
- 2017年 - 松木恒秀、ギタリスト（* 1948年）
- 2017年 - 蓮実重臣、作曲家、編曲家（* 1967年）
- 2017年 - 堀本能礼、俳優（* 1970年）
- 2018年 - 樫尾和雄、実業家、カシオ計算機共同創業者（* 1929年）
- 2018年 - 富塚陽一、政治家、元山形県鶴岡市長（* 1931年）
- 2018年 - 加藤剛、俳優（* 1938年）
- 2018年 - 渡邊博、哲学者（* 1947年）
- 2018年 - ビッグバン・ベイダー、プロレスラー（* 1955年）
- 2018年 - XXXテンタシオン、ラッパー（* 1998年）
- 2019年 - マリア＝ジュゼッパ・ロブッチ＝ナルジーゾ、スーパーセンテナリアン（* 1903年）
- 2019年 - 小池和男、経済学者、法政大学名誉教授（* 1932年）
- 2019年 - 菅谷文則、考古学者、滋賀県立大学名誉教授、元奈良県立橿原考古学研究所所長（* 1942年）
- 2019年 - 北山朝徳、実業家、日本サッカー協会国際委員（* 1947年）
- 2019年 - パトリック・スミス、キックボクサー、総合格闘家（* 1963年）
- 2020年 - ヴェラ・リン、歌手、女優（* 1917年）
- 2020年 - ジョルジュ・オクトール、指揮者（* 1923年）
- 2020年 - セルゲイ・フルシチョフ、技術者、歴史学者（* 1935年）
- 2020年 - 當間一郎、沖縄芸能研究者、元沖縄県立博物館・美術館館長（* 1938年）
- 2020年 - ニコラ・ジョエル、舞台演出家、元パリ・オペラ座支配人（* 1953年）
- 2021年 - ジャンピエロ・ボニペルティ、元サッカー選手、球団経営者、ユヴェントスFC名誉会長（* 1928年）
- 2021年 - ミルカ・シン、元陸上競技選手、作家（* 1929年）
- 2021年 - ジャネット・アルウェッグ、フィギュアスケート選手、1952年オスロオリンピック金メダリスト（* 1930年）
- 2021年 - 寺内タケシ、ギタリスト（* 1939年）
- 2021年 - 二神勝利、経営者、元大王製紙社長（* 1945年）
- 2022年 - 岩内克己、映画監督（* 1925年）
- 2022年 - 森田貢、フォークソング歌手（マイ・ペース）（* 1954年）
- 2023年 - 飛鳥峯王[15]、舞踊家、日本舞踊飛鳥流初代家元（* 1929年）
- 2023年 - フェリツィヨナス・コンスタンティナス・フェダラヴィチュス、教育学者、ジャーナリスト、詩人（* 1938年）
- 2024年 - ウィリー・メイズ、元プロ野球選手（* 1931年）
- 2024年 - 出江寛、建築家、元日本建築家協会会長（* 1931年）
- 2024年 - アヌーク・エーメ、女優（* 1932年）
- 2024年 - サラ・ファシオ（英語版）、フォトジャーナリスト、出版人（* 1932年）
- 2024年 - ジェームス・チャンス、サクソフォーン奏者（* 1953年）
- 2025年 - 栗山富夫、映画監督（* 1941年）

## 記念日・年中行事

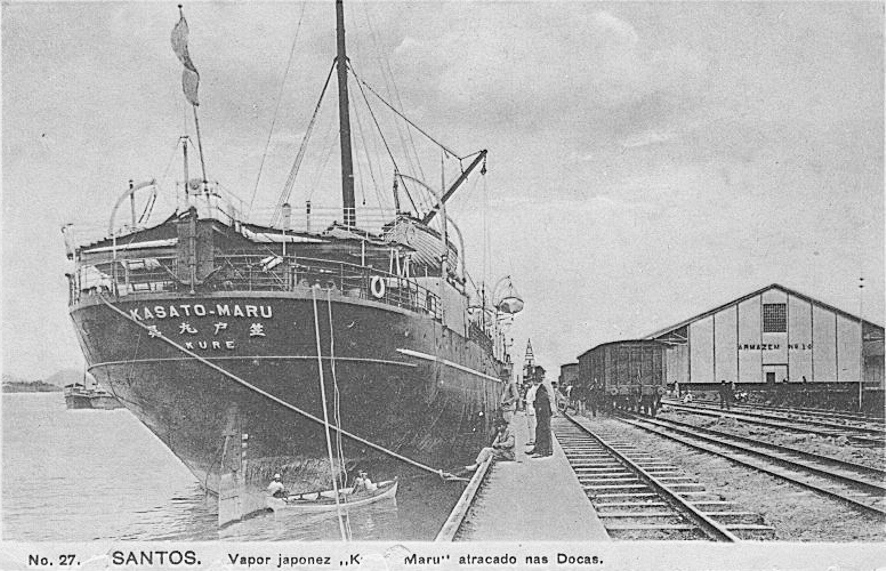
海外移住の日。画像はサントス港に到着した笠戸丸（1908）

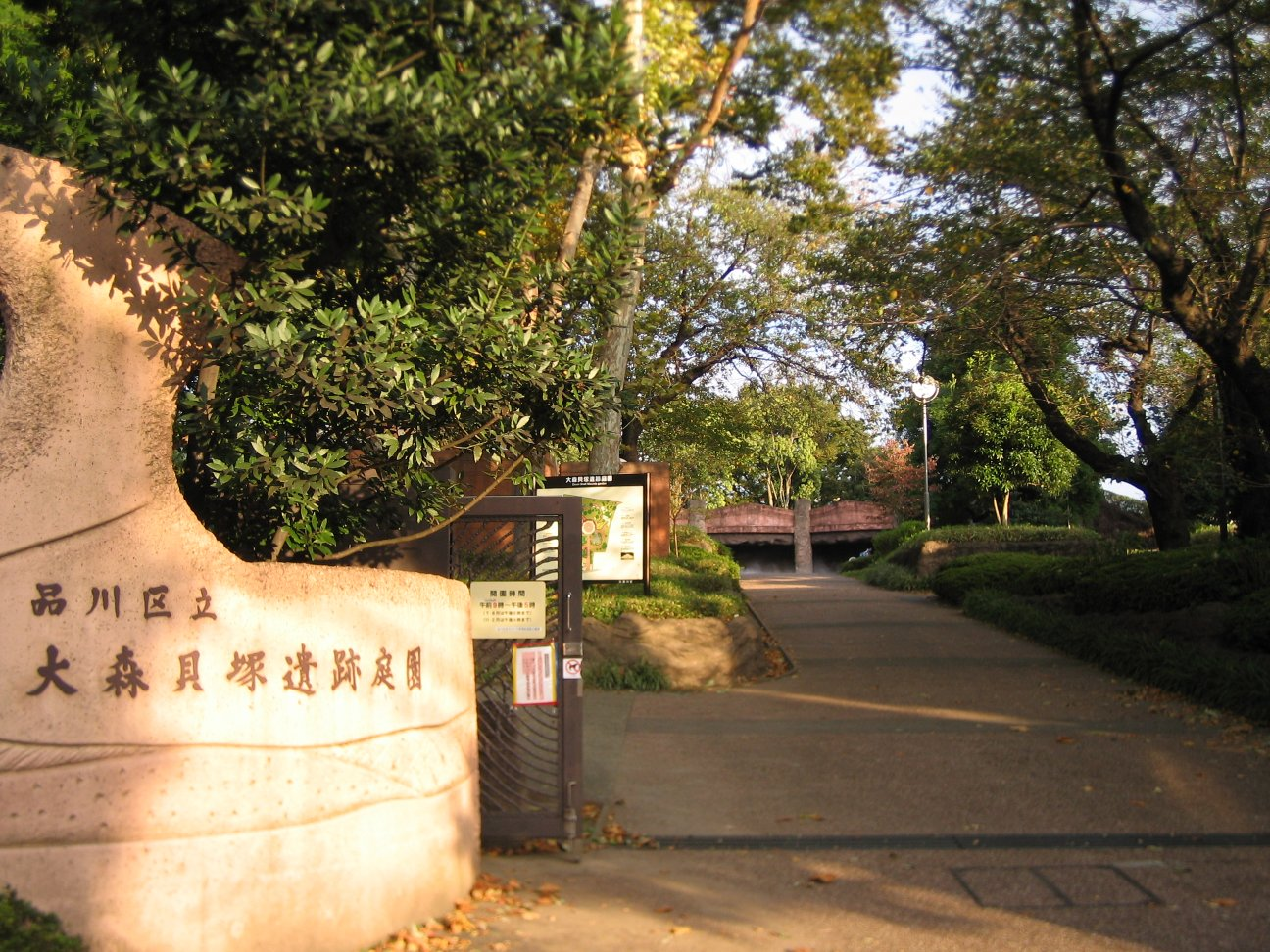
大森貝塚遺跡公園

- 自閉プライドデー(Autistic Pride Day)（ 世界）
- 国際寿司の日 (International Sushi Day)（ 世界）
Facebookにおいて寿司ページを開設していたクリス・デメイが2009年に制定[16]。
- 持続可能な食文化の日（ 世界）
2016年12月21日、国際連合総会が決議A/RES/71/246を採択し、毎年6月18日を“Sustainable Gastronomy Day”（持続可能な食文化の日）とした[17]。
- 憲法記念日（Canstitutional Day）（ セーシェル）[18]
- モニク前王妃誕生日（ カンボジア）
シハモニ国王の母（シハヌーク前国王の妃）・ノロドム・モニニヤット（モニク妃）の誕生日。
- 618商戦（ 中国）
京東集団が同社の創立記念日を祝して2008年に始めた割引セール。6月1日から18日までの開催期間における2021年の京東の流通総額は、楽天の日本国内での年間EC流通総額を上回る。京東集団以外にも中国EC最大手のアリババなども同イベントに参加している[19]。
- 海外移住の日（ 日本）
国際協力事業団が1966年に制定。1908年のこの日、本格的な海外移住の第一陣781人を乗せた笠戸丸が、ブラジルのサントス港に到着したことを記念[20]。
- 考古学出発の日（ 日本）
1877年のこの日、大森貝塚を発見・発掘したアメリカの動物学者エドワード・S・モースが来日したことを記念[21]。来日2日後の6月20日、貝の研究者であるモース博士が汽車で横浜から新橋へ向かう途中、大森駅を過ぎてすぐの崖に貝殻が堆積しているのを発見し、まもなく発掘調査が行われた。これが日本初の科学的な発掘調査で、日本の考古学の出発点となった。
- おにぎりの日（ 日本）
石川県鹿島郡鹿西町（現：中能登町）にある杉谷チャノバタケ遺跡から、日本最古とされる弥生時代のおにぎりの化石が発見されたことから、鹿西町が「おにぎりの里」としての町おこしのために制定。日付は、鹿西のろく（6）と、毎月18日の「米食の日」から選ばれた[22][23]。
- 地蔵流し（ 日本）
栃木県日光市の中禅寺湖で、毎年この日に行われる先祖供養の行事。地蔵流しは、もともと中禅寺湖で亡くなった人の慰霊のため、大正時代に輪王寺の別院、中禅寺で始まった。参加者は、中禅寺で慰霊の法要が営まれた後、フェリーに乗って中禅寺湖上へ行き、お地蔵様が描かれた御札を湖に投げいれ、亡くなった人の冥福を祈る[24]。